# املیا (کومونه)
امیگلیا (به ایتالیایی: Ameglia) یک کومونه در ایتالیا است که در استان لا اسپتزیا واقع شده‌است.

## خصوصیات
امیگلیا ۱۴٫۰ کیلومترمربع مساحت و ۴٬۵۴۴ نفر جمعیت دارد و ۸۹ متر بالاتر از سطح دریا واقع شده‌است.